# Herzsee (Ortsteil)
Herzsee ist eine Ortslage im Südöstlichen Mittelgebirge unweit Innsbruck in Tirol und gehört zur Gemeinde Aldrans im Bezirk Innsbruck-Land.

## Geographie
Die Siedlung befindet sich südöstlich von Innsbruck, oberhalb von Aldrans an der Aldranser Straße (L 32), am gleichnamigen Herzsee. Sie liegt auf um die 810 m ü. A. Höhe am Fuß des Patscherkofels.
Die Ortslage umfasst etwa 20 Gebäude. Westlich jenseits der L 32 liegt die Siedlung Hinterrinnweg, weitere etwa 20 Häuser.
| Aldrans          |                                             |                                       |
| Rans–Ranser Feld | Kompassrose, die auf Nachbargemeinden zeigt | Prockenhöfe                           |
|                  |                                             | Fagslung Starkenbühel (Gem. Sistrans) |

## Geschichte, Kultur und Infrastruktur
Der Herzsee ist ein Fischteich der Frühen Neuzeit, der um die vorige Jahrhundertwende reaktiviert wurde.
Die Siedlung entstand in den 1970er-Jahren. Das Elf Haus Berger (Hinterrinnweg 15) etwa wurde 1975/76 nach Plänen von Josef Lackner, einem Holzmeister-Schüler, erbaut, ein charakteristisches Wohngebäude der klassischen Moderne.
Hinten am Teich liegt eine Jausenstation. Dort führt ein Wanderweg durchs Herztal nach Judenstein.
Oberhalb im Wald liegt der Gedenkplatz Maria im Wald, eine Gruppe von Bildbäumen.
Direkt unterhalb des Ortes verläuft – etwa 200 Meter unter Bodenniveau – der Tunnel der Bahn-Umfahrung Innsbruck (zukünftiger Brennerbasistunnel).

## Nachweise
- 70302 – Aldrans. Gemeindedaten der Statistik Austria

1. ↑  TIRIS Adresssuche, Stand 25. Februar 2015.
2. ↑  Wohngebäude, Elf Haus Berger. In: Tiroler Kunstkataster. Abgerufen am 15. November 2015.
3. ↑  Gruppe von Bildbäumen, Maria im Walde. In: Tiroler Kunstkataster. Abgerufen am 15. November 2015.
4. ↑  Maria im Wald. Sagen.at >> Traditionelle Sagen.